# Uche Okechukwu
Uche Alozie Okechukwu, mas conhecido como Uche (Lagos, 27 de setembro de 1967) é um ex-futebolista da Nigéria que jogou oito anos pela Seleção de seu país.

## Carreira
Sua carreira iniciou-se em 1987, no Flash Flamingoes (atual Esan Football Club). Jogaria também no Iwuanyanwu (hoje Heartland Football Club) até 1990, quando foi contratado pelo Brøndby. Militaria na equipe dinamarquesa até 1993, ao assinar com o Fenerbahçe.
A partir daí, Uche iniciaria uma carreira de quase dez anos no futebol turco - por causa disto, foi "rebatizado" com o nome de Deniz Uygar. Ao deixar os Sari Kanaryalar, atuaria em 75 partidas pelo İstanbulspor.
De volta à Nigéria, Uche ficou alguns meses sem atuar até assinar com o Ocean Boys, de onde seguiria para o Bayelsa United, onde encerraria definitivamente sua carreira, aos 41 anos.

### Seleção
Com a Seleção Nigeriana, Uche debutou em 1990, mas as Super Águias não estiveram na disputa da Copa de 1990. Disputou duas Copas do Mundo, uma Copa Rei Fahd (precursora da Copa das Confederações), duas edições da Copa das Nações Africanas e as Olimpíadas de 1996, sendo o jogador mais velho dentre os 18 convocados.

## Títulos
Nigéria
- Copa das Nações Africanas: 1994